# Irish Open 1911
Die Irish Open 1911 waren die zehnte Austragung dieser internationalen Meisterschaften von Irland im Badminton. Sie fanden vom 3. bis zum 5. Februar 1911 in Ball’s Bridge in Dublin statt. Bei dieser Auflage wurden nur vier Disziplinen ausgetragen, auf die Ausspielung des Dameneinzels wurde verzichtet.

## Finalresultate
| Disziplin    | Sieger                                   | Finalist             | Ergebnis     |
| ------------ | ---------------------------------------- | -------------------- | ------------ |
| Herreneinzel | George Alan Thomas                       | Robert Plews         | 15–6, 15–7   |
| Herrendoppel | Guy Sautter George Alan Thomas           | W. Carey S. H. Davis | 15–7, 18–17  |
| Damendoppel  | Lavinia Clara Radeglia Margaret Larminie | M. Storey Ada Good   | 15–14, 18–16 |
| Mixed        | George Alan Thomas Margaret Larminie     | W. Carey Manders     | 15–7, 15–7   |